# John Neidert
(en) Statistiques sur pro-football-reference
(en) Statistiques sur statscrew
John Thomas Neidert, né le 18 juin 1946 à Akron, est un joueur américain de football américain.

## Biographie

### Enfance
Neidert étudie à la Archbishop Hoban High School d'Akron. 

### Carrière

#### Université
Il prend la direction de l'université de Louisville et joue dans l'équipe de football américain des Cardinals de 1965 à 1967. Neidert évolue comme linebacker et est nommé dans la deuxième équipe de la Missouri Valley Conference des saisons 1965 et 1967. Le défenseur est intronisé au temple de la renommée de l'université en 1993.

#### Professionnel
John Neidert est sélectionné au sixième tour de la draft 1968 de la NFL par les Bengals de Cincinnati au 145e choix. Il dispute huit rencontres avec Cincinnati lors de sa saison de rookie avant d'être remercié par les Bengals et d'être récupéré par les Jets de New York. Toujours dans un poste de remplaçant, il remporte le Super Bowl III et reçoit 15 000 dollars de prime pour cette victoire face aux Colts de Baltimore. 
Neidert est conservé dans l'effectif new-yorkais en 1969 et dispute quatre matchs comme titulaire avant d'être échangé aux Bears de Chicago contre un choix de draft. Après trois matchs en 1970, il se blesse gravement au genou lors du camp d'entraînement 1971 et les médecins lui annoncent que ses chances de rejouer au football sont réduites. Neidert prend sa retraite après trois saisons au haut-niveau et devient facteur. 